# Distribució de Cauchy
En Probabilitat i Estadística, la distribució de Cauchy és una distribució de probabilitat de tipus continu. És una distribució {\displaystyle t} de Student amb un grau de llibertat i també és la distribució del quocient de dues variables normals estàndard independents. La seva funció de densitat té una forma de campana molt semblant a la d'una distribució normal, però amb les cues més pesades, i no té esperança ni variància. S'utilitza molt en diversos camps de la física o l'economia com una alternativa a la distribució normal quan hi ha observacions atípiques.
En Física també se l'anomena distribució de Cauchy-Lorentz, o distribució lorentziana, o (la funció de densitat) funció lorentziana, en honor al físic holandès Hendrik Lorentz que la va utilitzar en els seus treballs. També és coneguda com a distribució de Breit-Wigner

## Definició
La distribució de Cauchy amb paràmetre de posició {\displaystyle \ x_{0}\in \mathbb {R} } i paràmetre d'escala {\displaystyle \gamma >0}, que es denota per {\displaystyle {\mathcal {C}}(x_{0},\gamma )} o {\displaystyle {\text{Cauchy}}(x_{0},\gamma )} , està definida per la funció de densitat
{\displaystyle f_{x_{0},\gamma }(x)={\frac {1}{\pi }}\,{\frac {\gamma }{\gamma ^{2}+(x-x_{0})^{2}}}={\frac {1}{\pi \,\gamma }}\,{\frac {1}{1+{\Big (}{\dfrac {x-x_{0}}{\gamma }}{\Big )}^{2}}},\quad x\in \mathbb {R} .\qquad \qquad (1)}
Quan {\displaystyle x_{0}=0}, es diu que és una distribució de Cauchy simètrica o centrada en l'origen, i quan {\displaystyle x_{0}=0} i {\displaystyle \gamma =1} que és una distribució de Cauchy estàndard. En aquest darrer cas, escriurem la funció de densitat {\displaystyle f} en lloc de {\displaystyle f_{0,1}}: {\displaystyle f(x)={\frac {1}{\pi }}\,{\frac {1}{1+x^{2}}}.\qquad \qquad (2)}Aquesta funció de densitat coincideix amb la densitat d'una distribució {\displaystyle t} de Student amb un grau de llibertat, {\displaystyle t(1)}.
Si {\displaystyle X\sim {\mathcal {C}}(0,1)} i {\displaystyle \ x_{0}\in \mathbb {R} } i {\displaystyle \gamma >0}, llavors, per la fórmula del canvi de variables, {\displaystyle Y=x_{0}+\gamma X\sim {\mathcal {C}}(x_{0},\gamma ).}Recíprocament, si {\displaystyle V\sim {\mathcal {C}}(x_{0},\gamma )}, llavors, {\displaystyle (V-x_{0})/\gamma \sim {\mathcal {C}}(0,1)}; però cal notar que aquesta estandarització no s'ha fet amb la mitjana i la desviació típica (que en el cas de la distribució de Cauchy no existeixen, com veurem més endavant) sinó amb els paràmetres de posició i escala.
La funció de distribució és 
{\displaystyle F_{x_{0},\gamma }(x)={\frac {1}{\pi }}\arctan {\Big (}{\frac {x-x_{0}}{\gamma }}{\Big )}+{\frac {1}{2}},\quad x\in \mathbb {R} .}

### Propietats de la funció de densitat
El màxim de la funció de densitat es troba en el punt {\displaystyle x_{0}}, que és també el valor de la mediana i la moda. Els quartils 1r. i 3r., són {\displaystyle Q_{1}=x_{0}-\gamma } i {\displaystyle Q_{3}=x_{0}+\gamma }. Per tant, el rang interquartil és {\displaystyle Q_{3}-Q_{1}=\gamma }.

### Comparació amb la distribució normal

Figura 1. Funció de densitat d'una distribució de Cauchy (en negre) i d'una distribució normal estàndard (en vermell)

Anem a comparar una distribució de Cauchy amb la distribució normal estàndard. Per tal que el valor màxim d'ambdues funcions de densitat coincideixi, considerarem la distribució de Cauchy amb paràmetre d'escala {\displaystyle \gamma ={\sqrt {2/\pi }}\approx 0.798}. Siguin {\displaystyle X\sim {\mathcal {C}}(0,{\sqrt {2/\pi }})} i {\displaystyle Z\sim {\mathcal {N}}(0,1)}. Designem per {\displaystyle f_{X}(x)} i {\displaystyle f_{Z}(x)} les seves funcions de densitat respectivament, vegeu la Figura 1.
Com es veu al gràfic, la distribució normal dona més probabilitat (més àrea entre la corba i l'eix d'abscisses) a la part propera a 0, mentre que la Cauchy en dona més als valors grans (positius o negatius). Per exemple, {\displaystyle P(-1'5\leq Z\leq 1'5)=0'87\quad {\text{i}}\quad P(-1'5\leq X\leq 1'5)=0'69.}
Per als valors grans, notem que les dues funcions de densitat es tallen als punts {\displaystyle \alpha \approx \pm 1'99}; per a {\displaystyle \vert x\vert >\alpha }, tenim que {\displaystyle f_{X}(x)>f_{Z}(x),} la qual cosa implica que {\displaystyle P(X>t)\geq P(Z>t),\quad {\text{per a qualsevol }}t>\alpha .}Per exemple, {\displaystyle P(X>2'2)=0'111\quad {\text{i}}\quad P(Z>2'2)=0'014.}Es diu que la distribució de Cauchy té les cues més pesades que la distribució normal. Vegeu també la pàgina distribució amb cues pesades.

### Representacions de la distribució de Cauchy
Hem comentat que una distribució de Cauchy estàndard coincideix amb una distribució {\displaystyle t} de Student amb un grau de llibertat. En conseqüència, de la definició d'aquesta última distribució, si {\displaystyle Z_{1}} i {\displaystyle Z_{2}} són dues variables normals estàndard independents, llavors {\displaystyle {\frac {Z_{1}}{\vert Z_{2}\vert }}\sim {\mathcal {C}}(0,1).}Però també tenim que {\displaystyle {\frac {Z_{1}}{Z_{2}}}\sim {\mathcal {C}}(0,1).}Aquesta propietat pot demostrar-se mitjançant la transformació {\displaystyle (Z_{1},Z_{2})\longrightarrow ({\frac {Z_{1}}{Z_{2}}},Z_{2})} (vegeu la fórmula de canvi de variables per a vectors aleatoris) i calculant la funció de densitat marginal de {\displaystyle Z_{1}/Z_{2}}; vegeu Severini pels detalls.

### Un exemple de la distribució de Cauchy

Figura 2. Exemple d'una variable aleatòria de Cauchy

Aquest exemple és de Feller. Des del punt {\displaystyle P} (vegeu la Figura 2) s'emet un raig de llum sobre una línia vertical (línia vermella) amb un angle {\displaystyle \theta } (positiu o negatiu) respecte la línia horitzontal {\displaystyle PO}. El raig toca la línia vertical en el punt {\displaystyle A}. Designem per {\displaystyle d} la distància entre els punts {\displaystyle P} i {\displaystyle O} i per {\displaystyle X} la distància (positiva o negativa) entre els punts {\displaystyle O} i {\displaystyle A}. Si l'angle {\displaystyle \theta } s'escull a l'atzar uniformement en {\displaystyle (-\pi /2,\pi /2)} , llavors {\displaystyle X} té una distribució de Cauchy amb paràmetre d'escala {\displaystyle d}, {\displaystyle X\sim {\mathcal {C}}(0,d)}.
Per provar aquesta afirmació es considera l'aplicació bijectiva {\displaystyle (-\pi /2,\pi /2)\to \mathbb {R} } donada per {\displaystyle x=d\,\tan \theta } i s'aplica la fórmula del canvi de variables per a variables aleatòries amb densitat.

## Moments de la distribució de Cauchy

### La distribució de Cauchy no té esperança

Figura 3. Gràfic de la funció per una distribució de Cauchy estàndard

Anem a argumentar que la distribució de Cauchy no té esperança . N'hi ha prou amb considerar una distribució de Cauchy estàndard. Per calcular l'esperança hem de calcular la integral impròpia{\displaystyle \int _{-\infty }^{\infty }xf(x)\,dx}, on {\displaystyle f(x)} és la funció de densitat (2). Si bé la funció {\displaystyle xf(x)} va a zero quan {\displaystyle x\to \pm \infty }, ho fa molt lentament i l'àrea entre la part positiva de l'eix d'abscisses i la corba és {\displaystyle \infty }, vegeu la figura 3; formalment,
{\displaystyle \int _{0}^{\infty }xf(x)\,dx={\frac {1}{\pi }}\int _{0}^{\infty }{\frac {x}{1+x^{2}}}\,dx={\frac {1}{\pi }}\lim _{c\to \infty }\int _{0}^{c}{\frac {x}{1+x^{2}}}\,dx={\frac {1}{2\pi }}\lim _{c\to \infty }\ln(1+x^{2})=\infty .}Anàlogament, l'àrea entre la part negativa de l'eix d'abscisses i la corba és infinita: {\displaystyle \int _{-\infty }^{0}xf(x)\,dx=-\infty .}Aleshores, al calcular{\displaystyle \int _{-\infty }^{\infty }xf(x)\,dx=\int _{-\infty }^{0}xf(x)\,dx+\int _{0}^{\infty }xf(x)\,dx,}s'obté una indeterminació del tipus {\displaystyle \infty -\infty }. Cal notar, que la condició formal per tal que existeixi l'esperança és {\displaystyle \int _{-\infty }^{\infty }\vert x\vert f(x)\,dx<\infty }, i que no es compleix ja que, 
{\displaystyle \int _{-\infty }^{\infty }{\frac {\vert x\vert }{1+x^{2}}}\,dx=2\int _{0}^{\infty }{\frac {x}{1+x^{2}}}\,dx=\infty .}

### La distribució de Cauchy no té moments de cap ordren≥ 1
Sigui {\displaystyle X\sim {\mathcal {C}}(0,1)}. Hem vist a l'apartat anterior que {\displaystyle E{\big [}\vert X\vert {\big ]}=\infty .}d'aquí es dedueix que per a qualsevol {\displaystyle n\geq 1} , {\displaystyle E{\big [}\vert X\vert ^{n}{\big ]}=\infty } . En efecte, per a qualsevol número real {\displaystyle a\geq 0} i qualsevol nombre natural {\displaystyle n\geq 1} tenim que {\displaystyle a^{n}\leq a^{n+1}+1,} ja que si {\displaystyle 0\leq a\leq 1}, llavors {\displaystyle a^{n}\leq 1}; i si {\displaystyle a>1}, llavors {\displaystyle a^{n}\leq a^{n+1}}. Per tant, {\displaystyle \vert X\vert ^{n}\leq \vert X\vert ^{n+1}+1.}Llavors, {\displaystyle E[\vert X\vert ^{n}]=\infty \quad \Longrightarrow \quad E[\vert X\vert ^{n+1}]=\infty .}

### Funció generatriu de moments
La distribució de Cauchy no té funció generatriu de moments, ja que no té moments de cap ordre.

### La distribució de Cauchy té moments absoluts d'ordre menor que 1
Sigui {\displaystyle X\sim {\mathcal {C}}(0,1)}. Aleshores per a {\displaystyle r\in (-1,1)}, {\displaystyle E{\big [}\vert X\vert ^{r}{\big ]}={\frac {1}{\cos(\pi r/2)}}.}Aquesta propietat es demostra de la següent manera:{\displaystyle E{\big [}\vert X\vert ^{r}{\big ]}={\frac {1}{\pi }}\int _{-\infty }^{\infty }{\frac {\vert x\vert ^{r}}{1+x^{2}}}\,dx={\frac {2}{\pi }}\int _{0}^{\infty }{\frac {x^{r}}{1+x^{2}}}\,dx.}Ara es fa el canvi {\displaystyle 1+x^{2}=1/u}, amb la qual cosa s'obté una integral del tipus funció beta, i l'expressió de la dreta dona {\displaystyle \pi \,\mathrm {B} ((1-r)/2,(1+r)/2)}. Finalment s'aplica la següent identitat per a la funció beta (que és una conseqüència de la fórmula de reflexió de la funció gamma) {\displaystyle \mathrm {B} (z,1-z)={\frac {\pi }{\sin(\pi z)}},\quad z\not \in \mathbb {Z} .}
Observació. Per a {\displaystyle r\in (-1,0)}, {\displaystyle E{\big [}\vert X\vert ^{r}{\big ]}} s'anomena moment absolut d'ordre negatiu {\displaystyle r}.

## Funció característica i aplicacions
Sigui {\displaystyle X\sim {\mathcal {C}}(x_{0},\gamma )}. Llavors la seva funció característica és{\displaystyle \varphi (t)=E{\big [}e^{itX}{\big ]}=e^{ix_{0}t-\gamma \vert t\vert },\quad t\in \mathbb {R} .\qquad \qquad (3)}Vegeu la pàgina funció característica per al seu càlcul.

### Suma de variables de Cauchy independents
De la forma de la funció característica és dedueix que si {\displaystyle X_{1}\sim {\mathcal {C}}(x_{1},\gamma _{1}),\dots ,X_{n}\sim {\mathcal {C}}(x_{n},\gamma _{n})} independents, i {\displaystyle a_{1},\dots ,a_{n}\in \mathbb {R} } , llavors{\displaystyle a_{1}X_{1}+\cdots +a_{n}X_{n}\sim {\mathcal {C}}{\big (}\sum _{j=1}^{n}a_{j}x_{j},\,\sum _{j=1}^{n}\vert a_{j}\vert \gamma _{j}{\big )}.\qquad \qquad (4)}

### La distribució de Cauchy és estable
Recordem que una variable aleatòria no degenerada {\displaystyle X} és diu que és estable (o que la seva distribució és estable) si per a qualsevol número natural {\displaystyle n\geq 1} i {\displaystyle X_{1},\dots ,X_{n}} independents amb la mateixa distribució que {\displaystyle X}, existeixen números {\displaystyle a_{n}>0} i {\displaystyle b_{n}\in \mathbb {R} } tals que {\displaystyle X_{1}+\cdots +X_{n}\ {\overset {\mathcal {D}}{=}}\ a_{n}X+b_{n},\qquad \qquad (*)} on {\displaystyle {\overset {\mathcal {D}}{=}}} indica la igualtat en distribució o llei. Si la relació anterior es compleix amb {\displaystyle b_{n}=0}, llavors diu que la variable aleatòria es estrictament estable.
Recordem també que una variable aleatòria {\displaystyle X} es diu que és infinitament divisible si per a qualsevol {\displaystyle n\geq 1}, existeixen variables aleatòries {\displaystyle Y_{1},\dots ,Y_{n}} independents i idènticament distribuïdes tals que{\displaystyle X\ {\overset {\mathcal {D}}{=}}\ Y_{1}+\cdots +Y_{n}.\qquad \qquad (**)}Si una variable aleatòria és estable, llavors és infinitament divisible, ja que si es compleix (*), prenent {\displaystyle Y_{j}={\frac {X_{j}}{a_{n}}}-{\frac {b_{n}}{na_{n}}},\ j=1,\dots ,n,}obtenim (**).
Retornant a la distribució de Cauchy {\displaystyle {\mathcal {C}}(x_{0},\gamma )}, a partir de la propietat (4) deduïm que es compleix la igualtat (*) amb {\displaystyle a_{n}=n} i {\displaystyle b_{n}=0}, i per tant, és estrictament estable, i, aleshores, també infinitament divisible.
Les funcions característiques de les distribucions estables sempre tenen la forma{\displaystyle \varphi (t)=E[e^{itX}]=\exp {\big \{}itc-b\vert t\vert ^{\alpha }{\big (}1+i\lambda w_{\alpha }(t){\big )}{\big \}},}amb {\displaystyle c\in \mathbb {R} }, {\displaystyle b\geq 0} , {\displaystyle 0<\alpha \leq 2} , que s'anomena l'índex, {\displaystyle -1\leq \lambda \leq 1} i{\displaystyle w_{\alpha }(t)={\begin{cases}\operatorname {sgn}(t)\,\tan {\frac {\pi \alpha }{2}},&{\text{si }}\alpha \neq 1,\\{\frac {2}{\pi }}\,\operatorname {sgn}(t)\,\log \vert t\vert ,&{\text{si }}\alpha =1,\end{cases}}}on {\displaystyle \operatorname {sgn}(t)={\begin{cases}~~~1,&{\text{si }}t>0,\\~~~0,&{\text{si }}t=0,\\-1,&{\text{si }}t<0.\end{cases}}}Una distribució estable amb aquesta funció característica és designa per {\displaystyle Stab(c,b,\alpha ,\lambda )} . Comparant l'expressió anterior amb la funció característica d'una distribució de Cauchy {\displaystyle {\mathcal {C}}(x_{0},\gamma )} donada a (3) deduïm que és {\displaystyle Stab(x_{0},\gamma ,1,0)} ; en particular, l'índex és {\displaystyle \alpha =1} .

### La distribució de Cauchy i la llei dels grans nombres
Siguin {\displaystyle X_{1},\dots ,X_{n}} independents, totes amb distribució de Cauchy {\displaystyle {\mathcal {C}}(x_{0},\gamma )}. Posem {\displaystyle S_{n}=X_{1}+\cdots +X_{n}.}
De la propietat (4) es dedueix que {\displaystyle S_{n}/n\sim {\mathcal {C}}(x_{0},\gamma )}. Per tant, {\displaystyle \lim _{n\to \infty }{\frac {S_{n}}{n}}=X,\quad {\text{en distribució}},}on {\displaystyle X\sim {\mathcal {C}}(x_{0},\gamma )}. Però això no contradiu la llei dels grans nombres, ja que (a la llei forta) calia suposar que {\displaystyle X} tenia esperança, la qual cosa amb la distribució de Cauchy no es compleix.
Tornant a l'exemple del raig de llum, tal com comenta Feller, si repetim {\displaystyle n} vegades l'experiment, el fet que la mitjana {\displaystyle S_{n}/n} tingui també una distribució de Cauchy {\displaystyle {\mathcal {C}}(x_{0},\gamma )} vol dir que les mitjanes no es distribuirien més a prop del punt {\displaystyle O} com s'esperaria amb la llei dels grans nombres, sinó que es dispersen com les dades sense promitjar.

## La distribució de Cauchy truncada
Fixats dos números {\displaystyle a,b\in \mathbb {R} }, amb {\displaystyle a<b} , la distribució de Cauchy truncada a l'interval {\displaystyle (a,b)} (Johnson et al l'anomenen distribució de Cauchy doblement truncada), amb paràmetre de posició {\displaystyle x_{0}\in \mathbb {R} } i paràmetre d'escala {\displaystyle \gamma >0} , té funció de densitat{\displaystyle f_{x_{0}\gamma ,a,b}(x)={\begin{cases}C\,f_{x_{0},\gamma }(x),&{\text{si }}x\in (a,b),\\0,&{\text{en cas contrari}},\end{cases}}}on {\displaystyle C} és la constant normalitzadora {\displaystyle C={\frac {1}{\int _{a}^{b}f_{x_{0},\gamma }(x)\,dx}}={\frac {\pi }{\arctan {\big (}{\frac {a-x_{0}}{\gamma }}{\big )}-\arctan {\big (}{\frac {b-x_{0}}{\gamma }}{\big )}}}.}Més explícitament, després de simplificar, tenim la funció de densitat {\displaystyle f_{x_{0},\gamma ,a,b}(x)={\frac {\gamma }{{\Big (}\arctan {\big (}{\frac {a-x_{0}}{\gamma }}{\big )}-\arctan {\big (}{\frac {b-x_{0}}{\gamma }}{\big )}{\Big )}{\big (}(x-x_{0})^{2}+\gamma ^{2}{\big )}}},\quad x\in (a,b).}Cal notar que si {\displaystyle X\sim {\mathcal {C}}(x_{0},\gamma )}, llavors {\displaystyle f_{x_{0},\gamma ,a,b}} és la densitat de la variable condicionada {\displaystyle X\,\vert \,X\in (a,b)}. Vegeu l'article distribució truncada.
Aquesta distribució té l'avantatge que, a l'estar definida en un interval finit, té moments de tots els ordres i funció generatriu de moments. Vegeu per a l'estudi de les seves propietats i diverses aplicacions.